# Produto vetorial

Encontrando a direção do produto vetorial entre dois vetores a e b.

Em matemática, o produto vetorial é uma operação binária sobre dois vetores em um espaço vetorial tridimensional e é denotado por ×. Dados dois vetores independentes linearmente a e b, o produto vetorial a × b é um vetor perpendicular ao vetor a e ao vetor b e é a normal do plano contendo os dois vetores. Seu resultado difere do produto escalar por ser também um vetor, ao invés de um escalar.
Se dois vetores possuem a mesma direção (ou têm a exata direção oposta um ao outro, ou seja, não são linearmente independentes) ou um deles é o vetor 0, seu produto vetorial é o vetor 0. Genericamente, a magnitude do produto vetorial é igual a área do paralelogramo com os dois vetores como lados do paralelogramo. Assim, a magnitude da área do paralelogramo que possui dois vetores perpendiculares como lado é o produto do seu comprimento.

## Definição
A notação do produto vetorial entre dois vetores a e b do espaço vetorial {\displaystyle \mathbf {R} ^{3}}  é a × b (em manuscritos, alguns matemáticos escrevem a ∧ b para evitar a confusão com a letra x).
Podemos defini-lo como
{\displaystyle \mathbf {a} \times \mathbf {b} =\mathbf {\hat {n}} \left|\mathbf {a} \right|\left|\mathbf {b} \right|sin\theta }
onde θ é a medida do ângulo entre a e b (0° ≤ θ ≤ 180°) no plano definido pelos dois vetores, e {\displaystyle \mathbf {\hat {n}} } é o vetor unitário perpendicular tanto a a quanto a b.
O problema com esta definição é que existem dois vetores unitários que são perpendiculares a a e b simultaneamente: se {\displaystyle \mathbf {\hat {n}} } é perpendicular, então {\displaystyle -\mathbf {\hat {n}} } também o é.
O resultado correto depende da orientação do espaço vetorial, i.e. da quiralidade do sistema de coordenadas (i, j, k). O produto vetorial a × b é definido de tal forma que (a, b, a × b) se torna destro se (i, j, k) é destro ou canhoto se (i, j, k) é canhoto.
Uma forma fácil de determinar o sentido do vetor resultante é a regra da mão direita. Se um sistema de coordenadas é destro, basta apontar o indicador na direção do primeiro operando e o dedo médio na direção do segundo operando. Desta forma, o vetor resultante é dado pela direção do polegar.
O produto vetorial  é classificado como um pseudovetor porque inverte frente à reflexão.
O produto vetorial pode ser representado graficamente, com respeito a um sistema de coordenadas destro, como se segue:

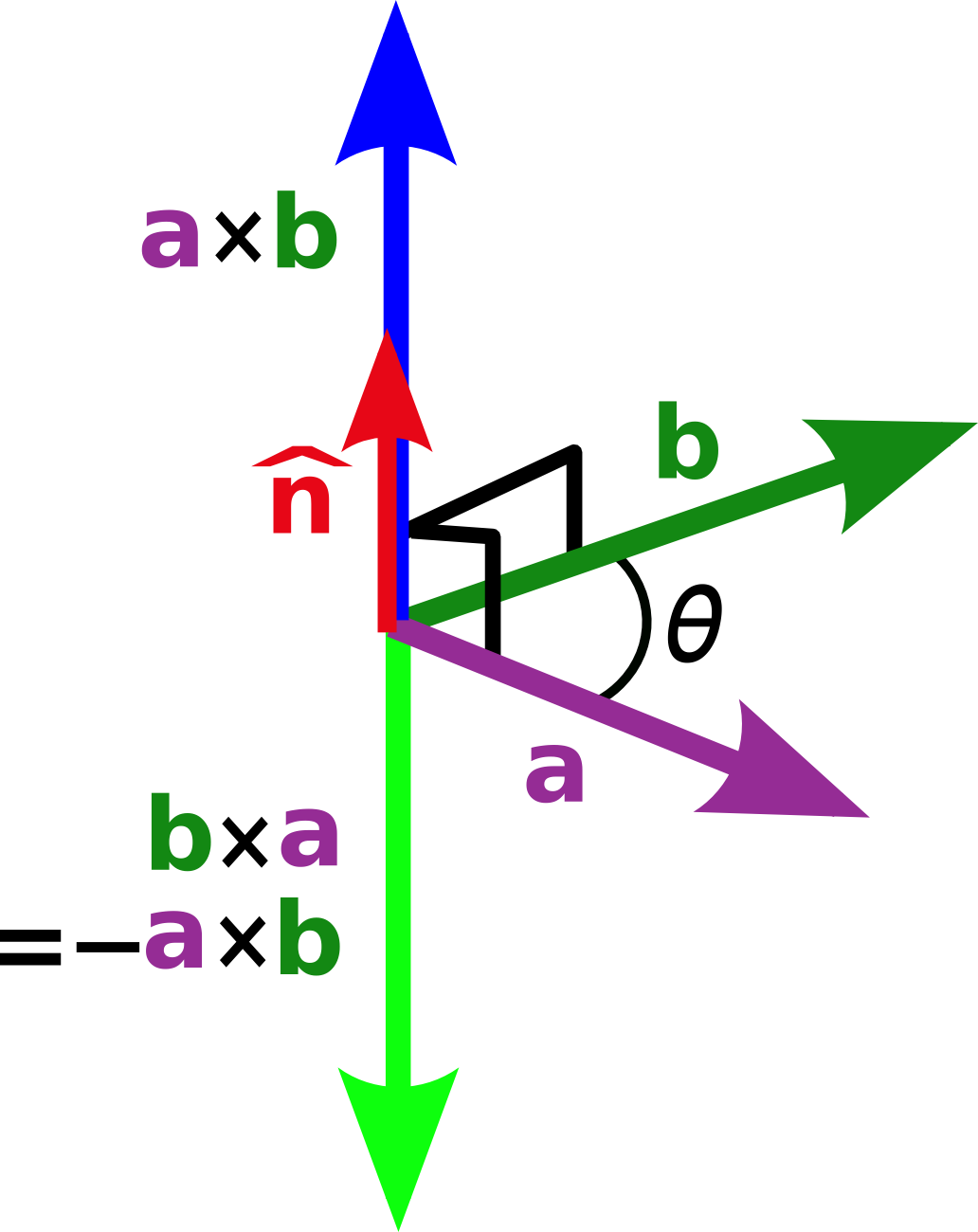

## Propriedades
O  produto vetorial admite as seguintes propriedades: 

### Significado geométrico
O comprimento do produto vetorial, |a × b|, pode ser interpretado como a área do paralelogramo definido pelos vetores a e b. Isto significa que o produto misto (ou triplo-escalar) resulta no volume do paralelepípedo formado pelos vetores a, b e c.

### Propriedades algébricas
O produto vetorial é anticomutativo,
a × b = -b × a,
distributivo sobre a adição,
a × (b + c) = a × b + a × c,
e compatível com a multiplicação escalar, tal que
(ra) × b = a × (rb) = r(a × b).
Não é associativo, mas satisfaz a identidade de Jacobi:
a × (b × c) + b × (c × a) + c × (a × b) = 0
A distributividade, linearidade e identidade de Jacobi mostram que R3 junto com a adição de vetores e o produto vetorial formam uma álgebra de Lie.
Além disso, dois vetores não nulos a e b são paralelos se e somente se a × b = 0.

### Fórmula de Lagrange
Esta é uma fórmula útil e bem conhecida,
a × (b × c) = b(a · c) − c(a · b),
a qual é mais fácil de memorizar como “BAC menos CAB”. Esta fórmula é muito útil para simplificar cálculos com vetores na física. É importante notar, entretanto, que esta fórmula não se aplica quando do uso do operador nabla.
Um caso especial com respeito a gradiente em cálculo vetorial é:
{\displaystyle {\begin{matrix}\nabla \times (\nabla \times \mathbf {f} )&=&\nabla (\nabla \cdot \mathbf {f} )-(\nabla \cdot \nabla )\mathbf {f} \\&=&{\mbox{grad }}({\mbox{div }}\mathbf {f} )-{\mbox{laplacian }}\mathbf {f} .\end{matrix}}}
Este é um caso especial da mais geral decomposição Hodge {\displaystyle \Delta =d\partial +\partial d} do Laplaciano Hodge.
Outra identidade útil de Lagrange é
{\displaystyle |a\times b|^{2}+|a\cdot b|^{2}=|a|^{2}|b|^{2}.}
Este é um caso especial da multiplicatividade {\displaystyle |vw|=|v||w|} da norma na álgebra de quaternion.

### Notação matricial
Os vetores unitários i, j e k, para uma dado sistema ortogonal de coordenadas, satisfazem as seguintes igualdades:
i × j = k           j × k = i           k × i = j
j × i = -k         k × j = -i           i × k = -j
Com estas regras, as coordenadas do resultado do produto vetorial de dois vetores podem ser calculadas facilmente, sem a necessidade de se determinar qualquer ângulo. Seja:
a = a1i + a2j + a3k = [a1, a2, a3]
e
b = b1i + b2j + b3k = [b1, b2, b3].
Então
a × b = [a2b3 − a3b2, a3b1 − a1b3, a1b2 − a2b1].
A notação acima também pode ser escrita formalmente como o determinante de uma matriz:
{\displaystyle \mathbf {a} \times \mathbf {b} =\det {\begin{bmatrix}\mathbf {i} &\mathbf {j} &\mathbf {k} \\a_{1}&a_{2}&a_{3}\\b_{1}&b_{2}&b_{3}\\\end{bmatrix}}}
O determinante de três vetores pode ser recuperado como
det (a, b, c) = a · (b × c).
Intuitivamente, o produto vetorial pode ser descrito pelo método de Sarrus, onde
{\displaystyle {\begin{matrix}\mathbf {i} &\mathbf {j} &\mathbf {k} &\mathbf {i} &\mathbf {j} \\a_{1}&a_{2}&a_{3}&a_{1}&a_{2}\\b_{1}&b_{2}&b_{3}&b_{1}&b_{2}\end{matrix}}}
Para os primeiros três vetores unitários, multiplique os elementos na diagonal da direita (ex. a primeira diagonal conteria i, a2, e b3). Para os três últimos vetores unitários, multiplique os elementos na diagonal da esquerda e então os multiplique por -1 (ex. a última diagonal conteria k, a2, e b1). O produto vetorial seria definido pela soma destes produtos:
{\displaystyle \mathbf {i} (a_{2}b_{3})+\mathbf {j} (a_{3}b_{1})+\mathbf {k} (a_{1}b_{2})-\mathbf {i} (a_{3}b_{2})-\mathbf {j} (a_{1}b_{3})-\mathbf {k} (a_{2}b_{1})}
O produto vetorial também pode ser descrito em termos de quaternions. Note por exemplo que as relações entre produtos vetoriais acima i, j, e k concordam com a relação multiplicativa entre os quaternions i, j, e k.  Em geral, se representamos um vetor [a1, a2, a3] como o quaternion a1i + a2j + a3k, obtemos o produto vetorial tomando seus produtos e descartando a parte real do resultado (a parte real será o negativo do produto escalar de dois vetores).  Mais sobre a conexão entre multiplicação de quaternion, operações de vetores e geometria pode ser encontrado em quaternions e rotação espacial.

## Aplicações
O produto vetorial ocorre na fórmula do operador vetorial rotacional.
É também utilizado para descrever a Força de Lorentz experimentada por uma carga elétrica movendo-se em um campo magnético. As definições de torque e momento angular também envolvem produto vetorial.
O produto vetorial pode também ser utilizado para calcular a normal de um triângulo ou outro polígono, o que é importante no ramo da computação gráfica e do desenvolvimento de jogos eletrônicos, para permitir efeitos que simulam iluminação e assim obter gráficos mais realistas.

## Dimensões maiores
O produto vetorial para vetores 7-dimensionais pode ser obtido da mesma maneira, porém usando-se os octônions em vez dos quatérnions.
Esse produto vetorial 7-dimensional tem as seguintes propriedades em comum com o habitual produto vetorial tridimensional:
- É bilinear de forma que:

x × (ay + bz) = ax × y + bx × z
(ay + bz) × x = ay × x + bz × x.
- É anticomutativo:

x × y + y × x = 0
- É perpendicular a x e a y simultaneamente:

x · (x × y) = y · (x × y) = 0
- Temos:

|x × y|2 = |x|2 |y|2 − (x · y)2.
Diferente do produto vetorial tridimensional, não satisfaz a identidade de Jacobi (a igualdade se manteria em 3 dimensões):
x × (y × z) + y × (z × x) + z × (x × y) ≠ 0
 Os parágrafos a seguir contêm expressões em itálico que ainda necessitam tradução
Para o caso geral (n-dimensional), não há análogo direto do produto vetorial. Entretanto existe o  wedge product produto exterior (literalmente produto cunha), que possui propriedades semelhantes, exceto que o produto exterior de dois vetores passa a ser um 2-vector em vez de um vetor comum.  O produto vetorial pode ser interpretado como sendo o produto exterior em três dimensões após usar-se a dualidade de Hodge para se identificar 2-vectores com vectores.
O produto exterior e o produto escalar podem ser combinados para formarem o produto de Clifford.